# St-Andiol (Saint-Andiol)

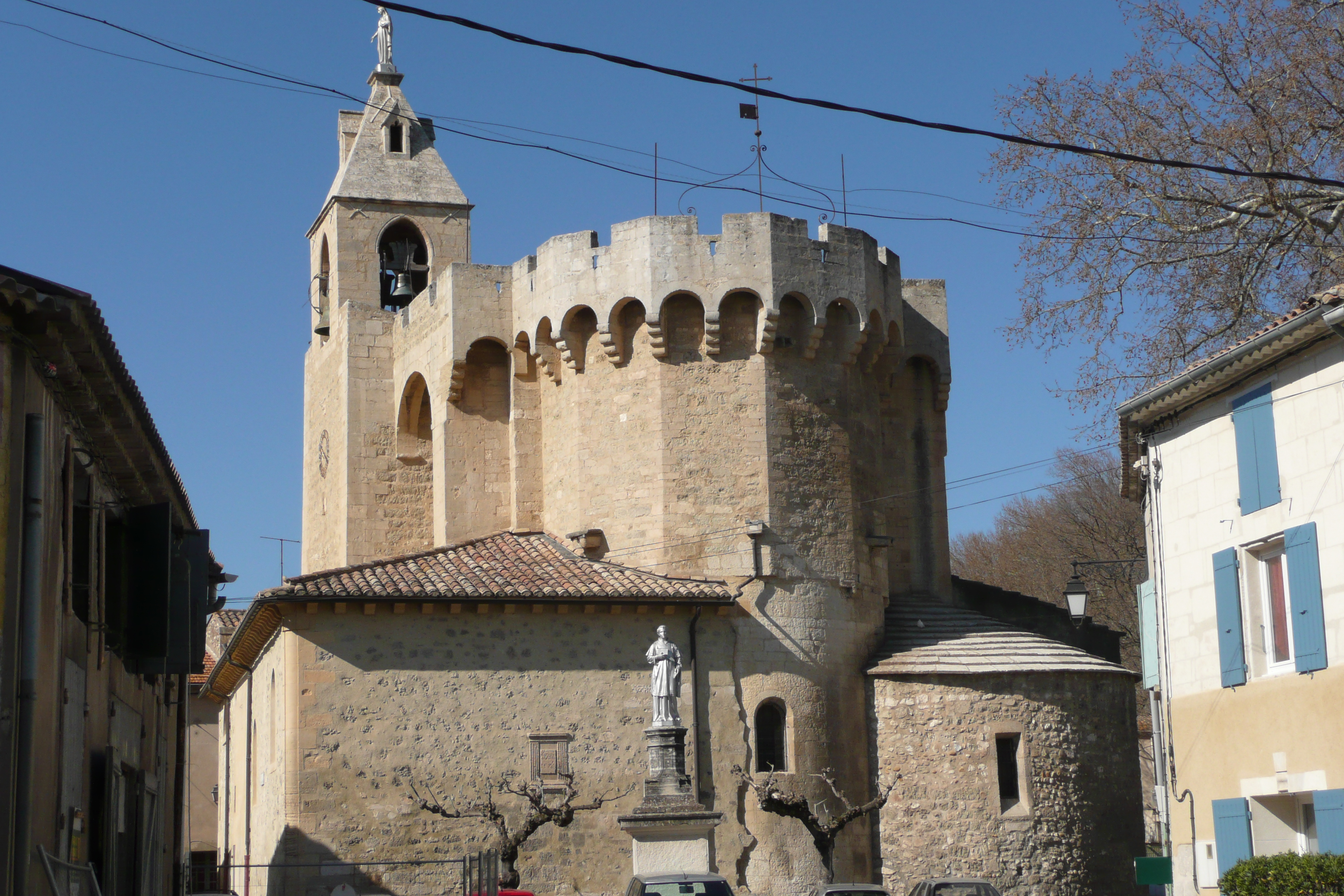
Kirche Saint Andiol

Die katholische Kirche Saint-Andiol in Saint-Andiol, einer französischen Gemeinde im Département Bouches-du-Rhône in der Region Provence-Alpes-Côte d’Azur, wurde im 12./13. Jahrhundert errichtet. Die Kirche ist seit 1908 ein geschütztes Baudenkmal (Monument historique).

## Geschichte
Die dem heiligen Andeolus geweihte Kirche wurde ab dem 12. Jahrhundert von den Benediktinern des Klosters Saint-Victor in Marseille in einem sumpfigen Gebiet errichtet, das von den Mönchen urbar gemacht wurde. Von der ursprünglichen Kirche sind noch das Langhaus mit einem Tonnengewölbe und die halbrunde Apsis erhalten. Als im 14. Jahrhundert die Grandes Compagnies, herumziehende Söldnertruppen, die Gegend unsicher machten, wurde die Kirche mit einer Festungsmauer mit Pechnasen und Zinnen umgeben. So erklärt sich die Ähnlichkeit der Kirche mit der Kirche Notre-Dame-de-la-Mer in Saintes-Maries-de-la-Mer. Im 16. Jahrhundert wurde an der südöstlichen Ecke eine Sakristei angebaut.

## Ausstattung
Die Kanzel aus dem 17. Jahrhundert ist als Monument historique klassifiziert.